# Wodgina
Wodgina är en gruva i Australien. Den ligger i kommunen Port Hedland och delstaten Western Australia, omkring 1 200 kilometer norr om delstatshuvudstaden Perth.
Trakten runt Wodgina är nära nog obefolkad, med mindre än två invånare per kvadratkilometer..
Omgivningarna runt Wodgina är i huvudsak ett öppet busklandskap. Genomsnittlig årsnederbörd är 577 millimeter. Den regnigaste månaden är januari, med i genomsnitt 255 mm nederbörd, och den torraste är augusti, med 1 mm nederbörd.